# F. Richard Jones

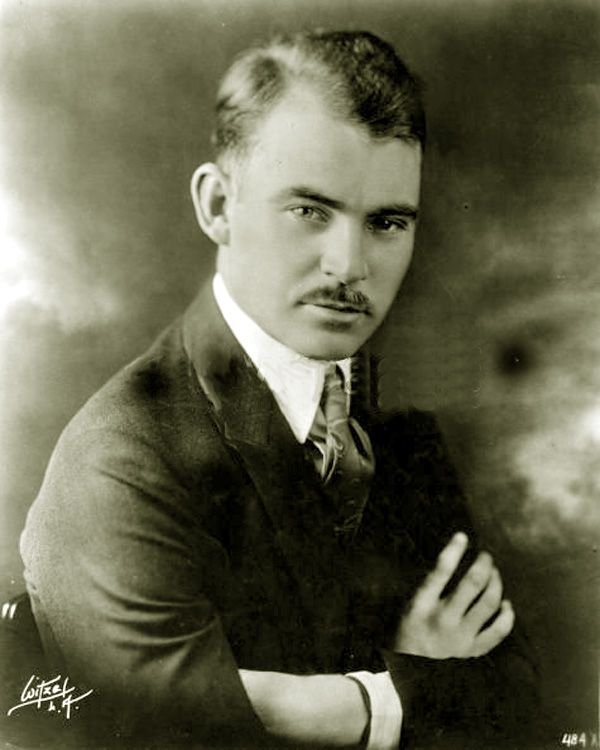
F. Richard Jones

Frank Richard Jones, genannt Dick Jones, (* 7. September 1893 in St. Louis, Missouri; † 14. Dezember 1930 in Los Angeles, Kalifornien) war ein US-amerikanischer Filmregisseur, Produzent und Drehbuchautor. Außer Komödien drehte er auch Romanzen und Abenteuerfilme.

## Leben
Jones kam mit 16 Jahren in seiner Heimatstadt St. Louis als Techniker mit der Filmbranche in Kontakt. 1915 kam er nach Hollywood zu Mack Sennett (Keystone), für den er dutzende von Stummfilm-Komödien drehte. Sein größter Erfolg war Mickey von 1918 mit Mabel Normand, die ihn an den Set holte, um den Film zu retten. 1921 drehte er mit Mabel Normand Molly O, der aber zu einem ungünstigen Zeitpunkt herauskam (Mabel Normand war in den Mordfall William Desmond Taylor verwickelt). Jones war dort auch Regisseur von längeren Filmen und ab 1923 Produzent. Insgesamt machte er 45 Filme für Keystone. 1925 wurde er von Hal Roach abgeworben. Dort hatte er vorwiegend Überwachungsfunktionen. 1926 holte er Mabel Normand zu Roach, die nach Gesundheits- und Drogenproblemen eine dreijährige Filmpause gehabt hatte. Sie drehte fünf Filme, bevor sie sich 1927 endgültig zurückzog. Bei Roach kam es auch zur Zusammenarbeit mit Stan Laurel, der später Jones als denjenigen bezeichnete, der ihm den Unterschied von Komödie im Theater oder Vaudeville und im Kino beibrachte. 1927 verließ er Roach und drehte mit Douglas Fairbanks senior den erfolgreichen Abenteuerfilm Douglas Fairbanks, der Gaucho. Das beförderte seinen Ruf und verschaffte ihm eine Anstellung bei Paramount (1928), wo er en Western The water hole mit Nancy Carroll drehte. 1929 schaffte er sogar – angestellt nunmehr von Samuel Goldwyn – den Übergang zum Tonfilm, da sein Kriminalfilm Bulldog Drummond von 1929 mit Ronald Colman in der Hauptrolle gut aufgenommen wurde.
Jones starb 1930 an Tuberkulose (wie auch zur gleichen Zeit Mabel Normand). Er heiratete in seiner Zeit bei Sennett eine von dessen bekanntesten Schauspielerinnen, Irene Lentz. Diese war später eine führende Kostümdesignerin in Hollywood. Sie liegt neben ihm auf dem Forest Lawn Memorial Park Cemetery in Glendale begraben.

## Filmographie (Auswahl)
- 1918: Mickey
- 1919: Yankee Doodle in Berlin
- 1920: Love, Honor and Behave
- 1921: Molly O
- 1922: The Crossroads of New York
- 1922: The Country Flapper
- 1923: Suzanna
- 1924: The Extra Girl
- 1927: No Man’s Law
- 1927: Douglas Fairbanks, der Gaucho (The Gaucho)
- 1928: The Water Hole
- 1929: Bulldog Drummond